# سیمیون پکالیتسکی
سیمیون پکالیتسکی (اوکراینی: Симеон Пекалицький؛ زادهٔ تاریخ ورودی نامعتبر است) آهنگساز اهل اوکراین است.